# تشارلز ويليام فولتون
تشارلز ويليام فولتون (بالإنجليزية: Charles William Fulton)‏ هو محامي وسياسي أمريكي، ولد في 24 أغسطس 1853 في الولايات المتحدة، وتوفي بنفس المكان في 27 يناير 1918. حزبياً، نشط في الحزب الجمهوري. انتخب عضو مجلس الشيوخ الأمريكي.